# Craugastor greggi
Craugastor greggi is een kikker uit de familie Craugastoridae.
De soort werd voor het eerst wetenschappelijk beschreven door Carlos Boyd Bumzahem in 1955. Oorspronkelijk werd de wetenschappelijke naam Eleutherodactylus greggi gebruikt. De soortaanduiding greggi is een eerbetoon aan Clifford Cilley Gregg (1895 - 1992).
De kikker leeft in delen van Midden-Amerika en komt voor in de landen Guatemala en Mexico. Craugastor greggi wordt bedreigd door het verlies van habitat.